# スタジオ風雅
有限会社スタジオ風雅（スタジオふうが）は、東京都杉並区に本社を置くアニメーション美術・背景設定・デザイン制作・書籍・出版物を主な事業内容とする日本の企業である。杉並アニメ振興協議会会員。

## 概要
小林プロダクションに所属していた大野広司、水谷利春、小倉宏昌が独立し、1983年に東京都中野区大和町にて設立したのが始まりである（後に水谷と小倉は独立）。主にディズニー作品などの海外アニメやトムス・エンタテインメントや童夢等の国内で制作された作品の背景画制作を中心に活動している。作品によっては単に「風雅」名義を使用する場合がある。2016年に現在地の杉並区に移転。

## 作品履歴

### テレビシリーズ
| 放映年        | タイトル                                    |
| ------------- | ------------------------------------------- |
| 1975年-1994年 | まんが日本昔ばなし                          |
| 1975年        | フランダースの犬                            |
| 1983年-1984年 | 銀河漂流バイファム                          |
| 1984年-1985年 | キャッツ・アイ                              |
| 1984年-1985年 | 名探偵ホームズ                              |
| 1985年-1986年 | おねがい!サミアどん                         |
| 1992年-1994年 | リトル・マーメイド                          |
| 1993年-1994年 | Bonkers                                     |
| 1994年-1995年 | D・N・A² 〜何処かで失くしたあいつのアイツ〜 |
| 1994年-1995年 | アラジンの大冒険                            |
| 1994年-1997年 | ガーゴイルズ                                |
| 1995年-1996年 | バーチャファイター                          |
| 1996年-1997年 | セイバーマリオネットJ                       |
| 1998年-2000年 | カードキャプターさくら                      |
| 2000年-2001年 | スペース・レンジャー バズ・ライトイヤー     |
| 2002年        | アクエリアンエイジ Sign for Evolution       |
| 2002年-2003年 | ぷちぷり*ユーシィ                           |
| 2003年        | LAST EXILE                                  |
| 2003年-2004年 | ポポロクロイス                              |
| 2004年        | ニニンがシノブ伝                            |
| 2004年-2005年 | φなる・あぷろーち                           |
| 2005年        | 苺ましまろ                                  |
| 2005年        | 絶対少年                                    |
| 2005年-2006年 | 雪の女王                                    |
| 2005年-2006年 | ノエイン もうひとりの君へ                   |
| 2005年-2006年 | 交響詩篇エウレカセブン                      |
| 2006年        | BLACK LAGOON                                |
| 2007年        | 機神大戦ギガンティック・フォーミュラ        |
| 2007年        | みなみけ                                    |
| 2008年        | ストライクウィッチーズ                      |
| 2008年        | CHAOS;HEAD                                  |
| 2009年        | アキカン!                                   |
| 2010年        | みつどもえ                                  |
| 2010年        | 屍鬼                                        |
| 2011年        | そふてにっ                                  |
| 2011年        | ゆるゆり                                    |
| 2011年        | うさぎドロップ                              |
| 2012年        | ゆるゆり♪♪                                  |
| 2012年        | ROBOTICS;NOTES                              |
| 2013年        | 俺の彼女と幼なじみが修羅場すぎる            |
| 2013年        | 恋愛ラボ                                    |
| 2013年        | げんしけん二代目                            |
| 2014年        | ディーふらぐ!                               |
| 2014年        | ハイキュー!!                                |

### 劇場映画
| 公開年        | タイトル                                   |
| ------------- | ------------------------------------------ |
| 1987年        | 王立宇宙軍~オネアミスの翼                  |
| 1988年        | めぞん一刻 完結篇                          |
| 1988年        | AKIRA                                      |
| 1989年        | 魔女の宅急便                               |
| 1991年        | おもひでぽろぽろ                           |
| 1992年        | 走れメロス                                 |
| 1995年        | マクロスプラス MOVIE EDITION               |
| 1999年-2000年 | 劇場版 カードキャプターさくら              |
| 2000年        | 人狼 JIN-ROH                               |
| 2001年        | 千と千尋の神隠し                           |
| 2001年-2004年 | 映画 犬夜叉                                |
| 2003年        | 名探偵コナン 迷宮の十字路                  |
| 2005年        | 劇場版 鋼の錬金術師 シャンバラを征く者     |
| 2008年        | それいけ!アンパンマン 妖精リンリンのひみつ |
| 2015年        | 百日紅 〜Miss HOKUSAI〜                    |
| 2017年        | メアリと魔女の花                           |

### ビデオゲーム
| 発売年 | タイトル                 | 担当                     |
| ------ | ------------------------ | ------------------------ |
| 2000年 | ポポロクロイス物語II     | アニメーションパート背景 |
| 2000年 | サモンナイト             | アニメーションパート背景 |
| 2005年 | ラジアータストーリーズ   | 背景                     |
| 2007年 | テイルズ オブ イノセンス | アニメーションパート背景 |